# Liste der Pfarren im Dekanat Knittelfeld
Das Dekanat Knittelfeld war ein Dekanat der römisch-katholischen Diözese Graz-Seckau. Es ist im Zuge der diözesanen Strukturreform am 1. September 2020 in die Region Obersteiermark West übergegangen.

## Pfarren mit Kirchengebäuden
| Pfarre                          | Pfarrverband                                                                                           | Patrozinium       | Kirchengebäude                                                                | Bild                         |
| ------------------------------- | --- | ----------------- | ----------------------------------------------------------------------------- | ---------------------------- |
| Gaal                            | Knittelfeld – Lind-Maßweg – Rachau – Schönberg ob Knittelfeld – St. Margarethen bei Knittelfeld – Gaal | Hl. Petrus        | Pfarrkirche Gaal                                                              | Pfarrkirche Gaal             |
| Großlobming                     | Kleinlobming – Großlobming                                                                             | Hl. Lambert       | Pfarrkirche Großlobming                                                       | Pfarrkirche Großlobming      |
| Kleinlobming                    | Kleinlobming – Großlobming                                                                             | Hl. Thomas        | Pfarrkirche Kleinlobming                                                      | Pfarrkirche Kleinlobming     |
| Knittelfeld                     | Knittelfeld – Lind-Maßweg – Rachau – Schönberg ob Knittelfeld – St. Margarethen bei Knittelfeld – Gaal | Christkönig       | Stadtpfarrkirche Knittelfeld                                                  | Stadtpfarrkirche Knittelfeld |
| Kobenz                          | Kobenz – St. Lorenzen bei Knittelfeld                                                                  | Hl. Rupert        | Pfarrkirche Kobenz                                                            | Pfarrkirche Kobenz           |
| Lind-Maßweg                     | Knittelfeld – Lind-Maßweg – Rachau – Schönberg ob Knittelfeld – St. Margarethen bei Knittelfeld – Gaal | Hl. Martin        | Pfarrkirche Lind-Maßweg                                                       | Pfarrkirche Lind-Spielberg   |
| Rachau                          | Knittelfeld – Lind-Maßweg – Rachau – Schönberg ob Knittelfeld – St. Margarethen bei Knittelfeld – Gaal | Hl. Oswald        | Pfarrkirche Rachau                                                            | Pfarrkirche Rachau           |
| Schönberg ob Knittelfeld        | Knittelfeld – Lind-Maßweg – Rachau – Schönberg ob Knittelfeld – St. Margarethen bei Knittelfeld – Gaal | Hl. Stefan        | Pfarrkirche Schönberg ob Knittelfeld                                          | Pfarrkirche Schönberg        |
| Seckau                          | | Mariä Himmelfahrt | Basilika Seckau                                                               | Basilika Seckau              |
| St. Lorenzen bei Knittelfeld    | Kobenz – St. Lorenzen bei Knittelfeld                                                                  | Hl. Laurentius    | Pfarrkirche St. Lorenzen bei Knittelfeld                                      | Pfarrkirche St. Lorenzen     |
| St. Marein bei Knittelfeld      | | Mariä Geburt      | Pfarrkirche St. Marein bei Knittelfeld Filialkirche Feistritz bei Knittelfeld | Pfarrkirche St. Marein       |
| St. Margarethen bei Knittelfeld | Knittelfeld – Lind-Maßweg – Rachau – Schönberg ob Knittelfeld – St. Margarethen bei Knittelfeld – Gaal | Hl. Margareta     | Pfarrkirche St. Margarethen bei Knittelfeld                                   | Pfarrkirche St. Margarethen  |

## Dekanat Knittelfeld
Das Dekanat umfasste zwölf Pfarren.
Mit 1. September 2013 wurden die Pfarren Gaal, Knittelfeld, Lind-Maßweg, Rachau, Schönberg und St. Margarethen in einem Pfarrverband zusammengeschlossen.
Mit 31. August 2018 endete mit Dekret von Bischof Wilhelm Krautwaschl die Untergliederung der Diözese in Dekanate.